# کوستا فیولوسا
کوستا فیولوسا (به انگلیسی: Costa Favolosa) یک کشتی است که طول آن ۲۹۰ متر (۹۵۰ فوت) می‌باشد. این کشتی در سال ۲۰۱۰ ساخته شد.